# Mastax hargreavesi
Mastax hargreavesi é uma espécie de carabídeo da tribo Brachinini, com distribuição na Costa do Marfim e Serra Leoa.